# Yatton (Aymestrey)
Yatton – osada w Anglii, w hrabstwie Herefordshire. Leży 29 km na północ od miasta Hereford i 206 km na północny zachód od Londynu. W latach 1870–1872 miejscowość liczyła 214 mieszkańców.